# Lindenberg (Buchloe)

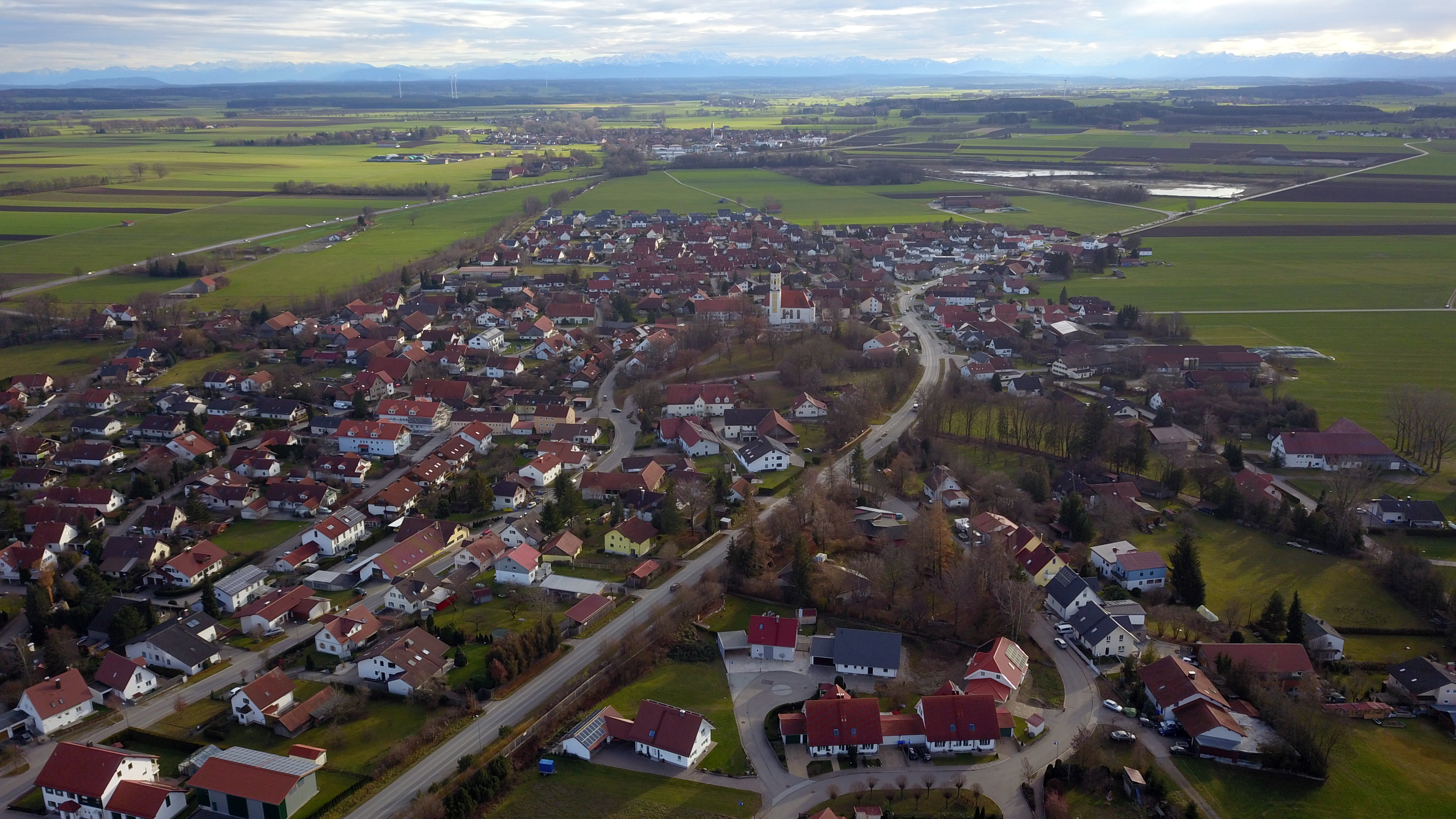
Blick auf die Ortschaft

Lindenberg ist ein Pfarrdorf und Ortsteil der Stadt Buchloe im Landkreis Ostallgäu mit 1813 Einwohnern (Stand 1. März 2022).

## Geschichte
Der Name Lindenberg kommt von dem früher mit Lindenbäumen bewachsenen Berg, auf dem heute die Kirche St. Georg und Wendelin steht.
Der Ort Lindenberg rührt aus Grundbesitz der Herren von Ursin-Ronsberg her. Das Haufendorf, ehemals Pfarrsitz, liegt zwei Kilometer südlich von Buchloe.
Am 1. Juli 1971 wurde die bis dahin selbständige Gemeinde Lindenberg mit dem zugehörigen Weiler Schöttenau in die Stadt Buchloe eingegliedert.

## Kirche St. Georg und St. Wendelin

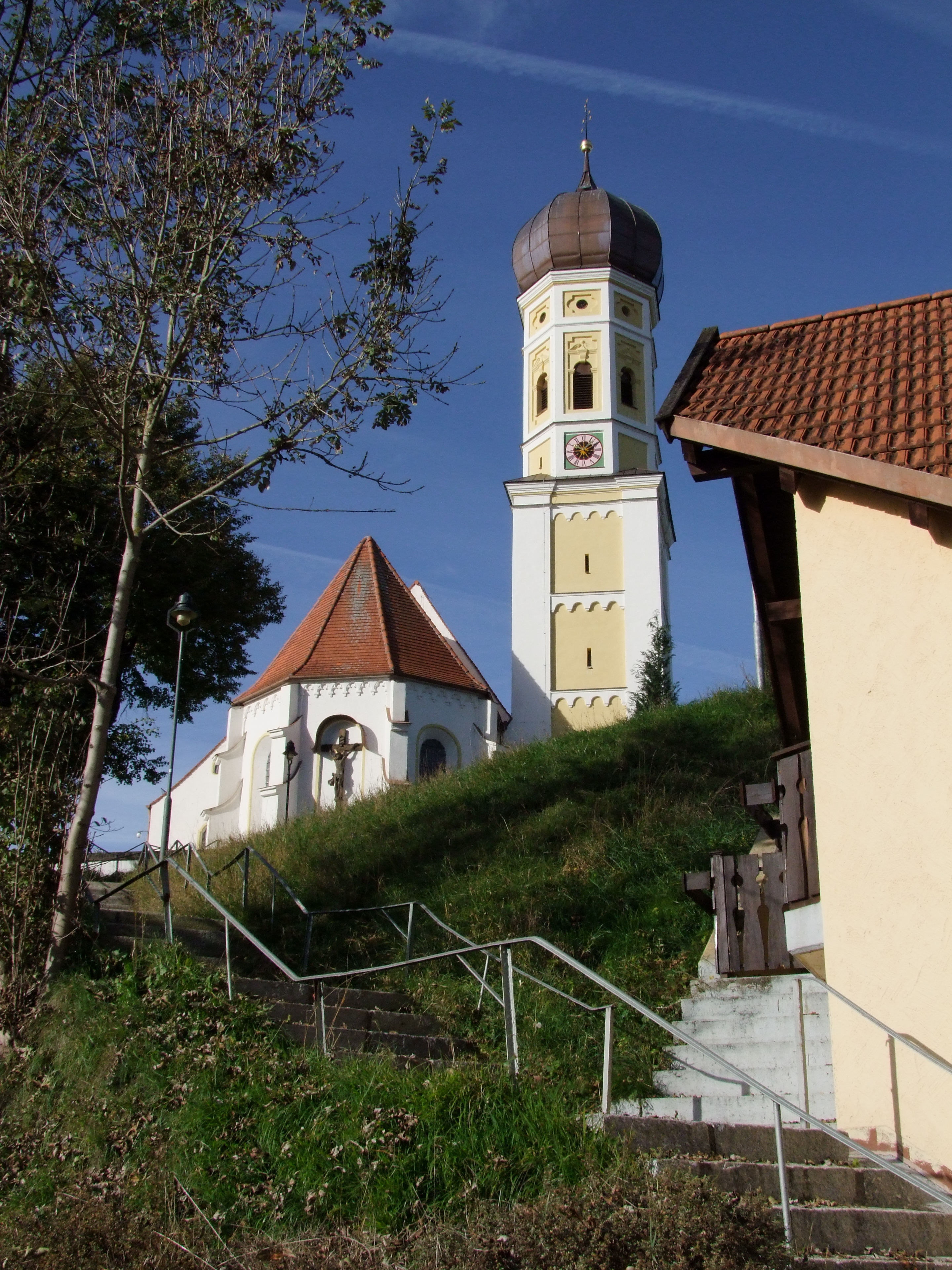
Kirche St. Georg und St. Wendelin

Bereits 1589 wurde eine Rundbogenkirche urkundlich erwähnt. Auf deren Mauerresten wurde die heutige Kirche St. Georg und St. Wendelin errichtet.
1676 wurde anstelle der im Kirchturm befindlichen eine neue Sakristei angebaut. Bis 1685 hatte der 35 m hohe Kirchturm ein Spitzdach. Es wurde durch eine Zwiebelhaube ersetzt, da der Überlieferung zufolge ein Blitz den Kirchturm gespalten haben soll.
Wesentliche bauliche Veränderungen erfolgten 1745, als die Flachdecke durch ein Gewölbe ersetzt wurde. Bis 1749 wurde sie mit einem neuen Altar, einer Kanzel und zwei Nebenaltären sowie Rokoko-Freskenmalereien ausgestattet.
In den Jahren 1842/43 begann man mit Chorstühlen, Türportal und Bildwerk eine Umgestaltung im neuromanischen Stil, die 100 Jahre später durch Pfarrer Karl Heichele wieder rückgängig gemacht wurde, indem nunmehr neue Altäre und weitere Ausstattungen – zum Teil aus anderen Kirchen – im barocken Stil beschafft wurden. 1974/75 erfolgte eine Außen- und Innenrenovierung.
Die erste Glocke bekam sie 1594, eine zweite größere kam 1766 hinzu. Diese zersprang 1881 und wurde erneuert. In den Weltkriegen wurden alle Glocken, bis auf die kleinste, eingeschmolzen. Nikolaus 1951 war das Geläut wieder vollständig. Nach vierjährigen Sanierungsarbeiten am Turm und Glockenstuhl erklingen seit dem 27. Juli 2008 wieder alle vier Glocken zusammen.

## Verkehr und Wirtschaft
Lindenberg liegt in der Nähe der Autobahnanschlussstelle Buchloe-West zur A 96, die Staatsstraße 2035 führt direkt durch den Ort.

## Religion
Seit Januar 2004 gehört die katholische Gemeinde Lindenberg zur Pfarreiengemeinschaft Buchloe-Lindenberg-Honsolgen im Dekanat Kaufbeuren des Bistums Augsburg.
Die hier wohnhaften evangelisch-lutherischen Christen gehören der evangelischen Kirchengemeinde in Buchloe mit der dortigen Hoffnungskirche an.

## Besonderes

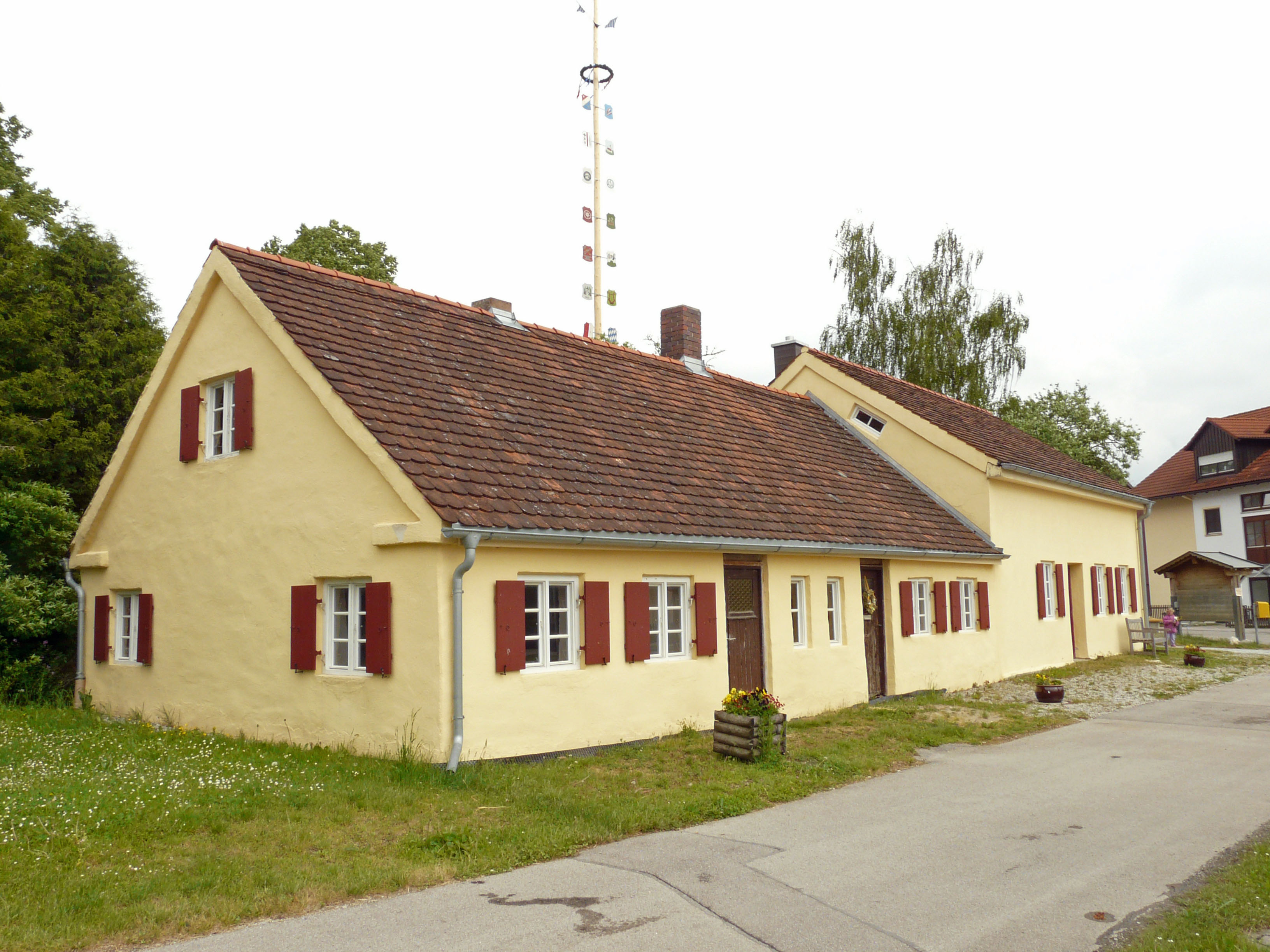
Armenhaus in Lindenberg

Lindenberg hat ein gut erhaltenes Armenhaus, welches zum ersten Mal im Jahr 1800 urkundlich erwähnt wurde. Seit 2002 steht es unter Denkmalschutz.

## Vereinsleben
Seit 1876 hat Lindenberg eine eigene Freiwillige Feuerwehr.
Die Jugendfeuerwehr würde 2000 gegründet.
Seit 1903 besteht die Veteranen- und Soldatenkameradschaft Lindenberg, Verein für Friedensarbeit e. V.
Seit 1910 besteht in Lindenberg eine Musikkapelle, die seit 1935 als Musikverein Frohsinn Lindenberg organisiert ist. Wie schon 1982 richtete der Verein 2010 das Bezirksmusikfest im ASM-Bezirk 5 Kaufbeuren aus.
Seit 1990 gibt es einen Oldtimer-Verein, den Anton Herz mit seinen Freunden gegründet hat.
Außerdem gibt es in Lindenberg den Fußballverein SC Lindenberg, der 1976 zuerst als Stammtischmannschaft des Gasthauses Hirsch gegründet worden ist. Dies erklärt auch den Hirsch im Wappen.
Es gab auch ein Faschingskomitee Lindenberg, dieses hatte seine Hochzeit in 1980er und 90er Jahren.

## Söhne und Töchter des Ortes
- Emil Vogel (1930–2012), geboren in Lindenberg – Bildhauer, Gestalter des Marienbrunnen Buchloe